# Маламен Ефекеле
Маламен Ефекеле (фр. Malamine Efekele, нар. 19 липня 2004, Ліврі-Гарган, Франція) — французький футболіст конголезького походження, нападник клубу «Монако».

## Ігрова кар'єра

### Клубна
У 2019 році Маламен Ефекеле приєднався до клубної академії «Монако».
В сезоні 2020/21, навіть незважаючи на травму, Ефекеле був одним з кращих бомбардирів у юнацькому складі «Монако» (U-19). Влітку 2022 року нападник підписав з клубом перший професійний контракт. Наступні сезони футболіст також грав в молодіжному складі «Монако».
В січні 2024 року Ефекеле на правах оренди перейшов до «Серкль Брюгге» і провів в чемпіонаті Бельгії півтори сезони. Влітку 2025 року футболіст повернувся до французького клубу.

### Збірна
Маламен Ефекеле народився у Франції але має конголезьке коріння. В грудні 2021 року футболіст отримав виклик на тренувальні збори команди ДР Конго (U-20).
В травні 2023 року в складі збірної Франції (U-20) Ефекеле брав участь у молодіжному чемпіонаті світу в Аргентині.